# Royal Society of Literature

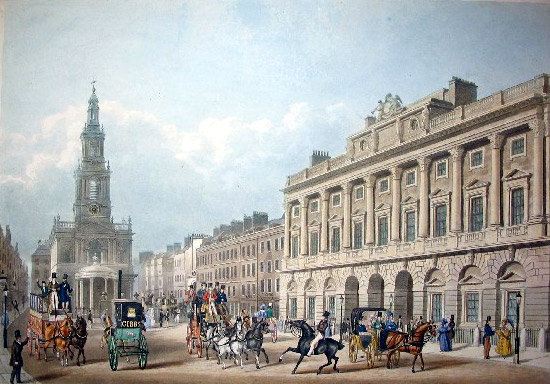
Fasaden till Somerset House och kyrkan St Mary le Strand på en bild från 1836.

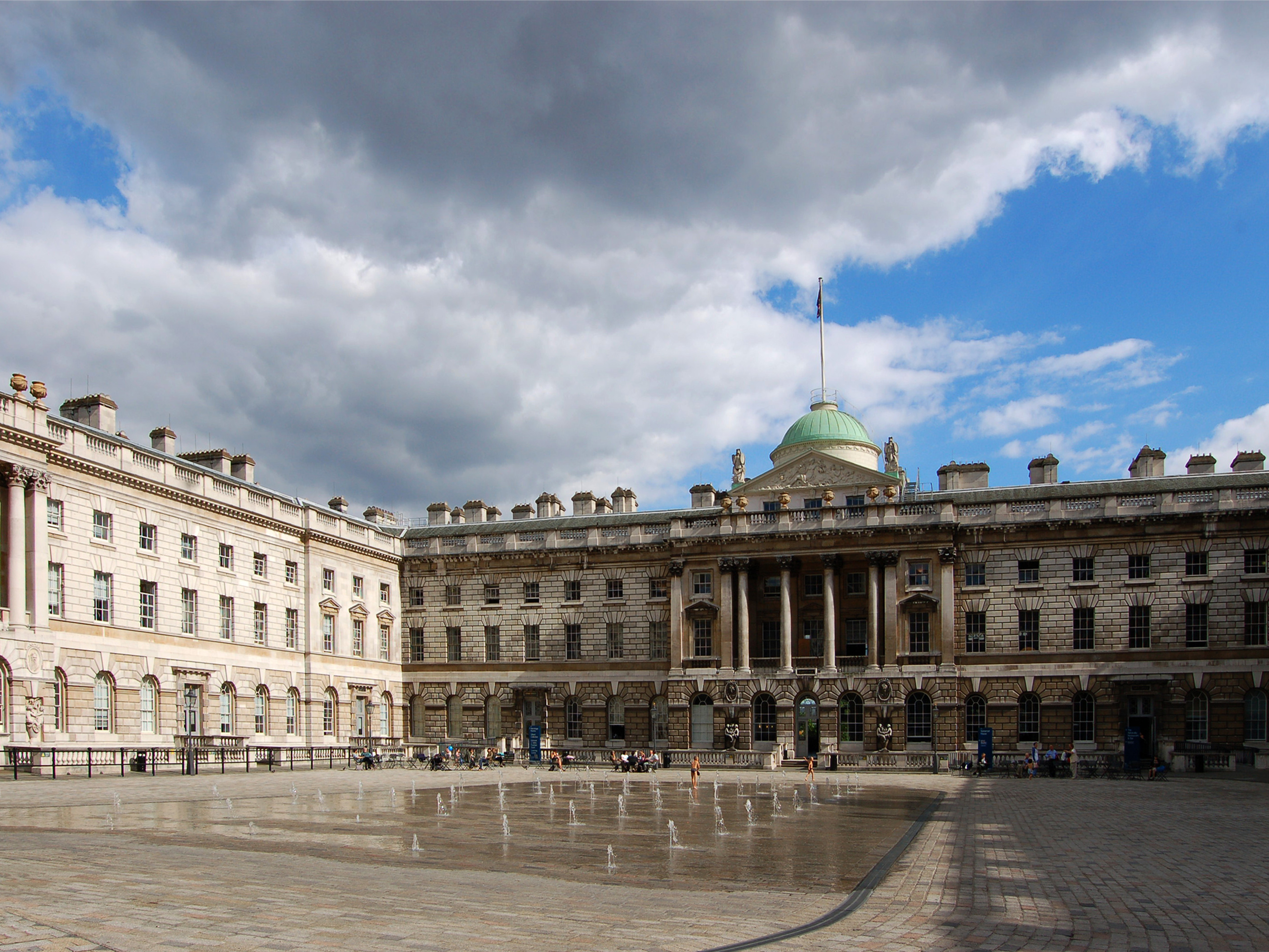
Den inre borggården till Somerset House i London.

The Royal Society of Literature (RSL) är Storbritanniens äldsta litterära sällskap. Det grundades 1820 av kung Georg IV för att "belöna litterära förtjänster och uppmuntra litterär talang" (engelska: "reward literary merit and excite literary talent"). Sällskapets förste preses var Thomas Burgess, som senare blev biskop av Salisbury. Sällskapet har 450 ledamöter som kan lägga bokstäverna FRSL efter sina namn. Vanligen utses fjorton ledamöter årligen. 
Några tidigare ledamöter var Samuel Taylor Coleridge, William Butler Yeats, Rudyard Kipling, Thomas Hardy, George Bernard Shaw och Arthur Koestler. Nyinvalda ledamöter skriver in sina namn i den officiella matrikeln med antingen Lord Byrons penna eller med Dickens fjäderpenna.
Sällskapet ger ut en årlig publikation och administrerar ett flertal litterära priser och utmärkelser. Det kan också utse förtjänta författare till Companion of the Royal Society of Literature.
Sällskapet har lokaler i Somerset House i London.

## Presidenter
- 1820–1832 Biskop Thomas Burgess
- 1832–1833 George Agar-Ellis, 1:e baron Dover
- 1834–1845 F.J. Robinson, 1:e viscount Goderich
- 1845–1849 Henry Hallam
- 1849–1851 Spencer Compton, 2:e markis av Northampton
- 1851–1856 George Howard, 7:e earl av Carlisle
- 1856–1876 Biskop Connop Thirlwall
- 1876–1884 Prins Leopold
- 1885–1893 Sir Patrick Colquhoun
- 1893–1920 Hardinge Giffard, 1:e earl av Halsbury
- 1921–1945 Robert Crewe-Milnes, 1:e markis av Crewe
- 1946–1947 Victor Bulwer-Lytton, 2:e earl av Lytton
- 1947–1982 Richard Austen Butler
- 1983–1988 Sir Angus Wilson
- 1988–2003 Roy Jenkins
- 2003–2008 Sir Michael Holroyd
- 2008– Colin Thubron

## Nuvarande ledamöter
| Ledamot                                                      | Invald år |
| ------------------------------------------------------------ | --------- |
| *Julia Abel Smith DL                                         | 2008      |
| Peter Ackroyd CBE                                            | 1984      |
| Richard Adams                                                | 1975      |
| Donald Adamson JP FSA FRHistS                                | 1983      |
| Fleur Adcock CNZM OBE                                        | 1984      |
| Diran Adebayo                                                | 2006      |
| John Agard                                                   | 2007      |
| Patience Agbabi                                              | 2017      |
| Brian Aldiss OBE                                             | 1990      |
| Keith Alldritt                                               | 1978      |
| Fergus Allen CB                                              | 2000      |
| David Almond                                                 | 2011      |
| *David Altaras                                               | 1996      |
| Martin Amis                                                  | 1983      |
| Mark Amory                                                   | 1996      |
| Tahmima Anam                                                 | 2017      |
| Carole Angier                                                | 2002      |
| Kwame Anthony Appiah                                         | 2017      |
| Lisa Appignanesi OBE                                         | 2015      |
| Simon Armitage CBE                                           | 2004      |
| Karen Armstrong                                              | 2005      |
| Bruce Arnold OBE                                             | 1994      |
| Geoffrey Ashe                                                | 1963      |
| Michael Asher                                                | 1996      |
| Rosemary Ashton OBE FBA                                      | 1999      |
| Nadeem Aslam                                                 | 2010      |
| Diana Athill OBE                                             | 2001      |
| Kate Atkinson MBE                                            | 2010      |
| Margaret Atwood CC FRSC C Lit                                | 2010      |
| Sir Alan Ayckbourn CBE                                       | 1991      |
| Paul Bailey                                                  | 1999      |
| Sarah Bakewell                                               | 2012      |
| John Banville                                                | 2007      |
| Richard Barber FSA FRHistS                                   | 1971      |
| Juliet Barker                                                | 2001      |
| Pat Barker CBE                                               | 1995      |
| Correlli Barnett CBE                                         | 1964      |
| Sebastian Barry                                              | 2009      |
| Susan Bassnett                                               | 2007      |
| Sir Jonathan Bate CBE FBA                                    | 2004      |
| Martin Bax                                                   | 2002      |
| Dame Gillian Beer DBE FBA                                    | 2006      |
| Antony Beevor                                                | 1999      |
| Rosalind Belben                                              | 1999      |
| Anne Olivier Bell MBE                                        | 1984      |
| Anthea Bell OBE                                              | 2013      |
| Bernard Bergonzi                                             | 1984      |
| *James Berry OBE                                             | 2007      |
| Christopher Bigsby                                           | 2000      |
| *Robert Binyon                                               | 2000      |
| Dea Birkett                                                  | 2000      |
| Julia Blackburn                                              | 2002      |
| Terence Blacker                                              | 2017      |
| Malorie Blackman OBE                                         | 2009      |
| Sir Quentin Blake CBE RDI                                    | 2013      |
| Ronald Blythe, Benson Medallist                              | 1970      |
| William Boyd CBE                                             | 1982      |
| Melvyn Bragg (The Lord Bragg DL)                             | 1971      |
| Piers Brendon                                                | 2010      |
| Howard Brenton                                               | 2017      |
| Raymond Briggs CBE                                           | 1993      |
| Robin Briggs FBA FRHistS                                     | 1999      |
| Hugh Brogan                                                  | 1987      |
| Alan Brownjohn                                               | 1999      |
| James Buchan                                                 | 2001      |
| Moira Buffini                                                | 2014      |
| John Burnside                                                | 1999      |
| *Margaret Busby OBE, Benson Medallist                        | 2017      |
| A. S. Byatt (Dame Antonia Byatt DBE)                         | 1983      |
| David Cairns CBE                                             | 2001      |
| Dame Carmen Callil DBE, Benson Medallist                     | 2010      |
| Sir David Cannadine FBA FSA FRHistS                          | 1999      |
| John Carey FBA                                               | 1982      |
| Peter Carey AO                                               | 1989      |
| Ciaran Carson                                                | 2014      |
| Miranda Carter                                               | 2011      |
| Justin Cartwright                                            | 2002      |
| Helen Castor                                                 | 2017      |
| David Caute JP FRHistS                                       | 1998      |
| Glen Cavaliero                                               | 1986      |
| Hugh Cecil                                                   | 1997      |
| Aidan Chambers                                               | 2009      |
| Amit Chaudhuri                                               | 2009      |
| Tracy Chevalier                                              | 2008      |
| Anne Chisholm OBE                                            | 1989      |
| Rupert Christiansen                                          | 1997      |
| Kate Clanchy                                                 | 2010      |
| Susannah Clapp                                               | 2013      |
| Gillian Clarke                                               | 2000      |
| John Clay                                                    | 1998      |
| Jonathan Coe                                                 | 2012      |
| J.M. Coetzee                                                 | 1988      |
| Morton N. Cohen                                              | 1996      |
| Richard Cohen                                                | 2017      |
| Isabel Colegate                                              | 1981      |
| Linda Colley (Lady Cannadine CBE FBA FRHistS)                | 2004      |
| Tony Connor                                                  | 1972      |
| P. J. Conrad                                                 | 1974      |
| Peter Conradi                                                | 2010      |
| David Constantine                                            | 2007      |
| Wendy Cope OBE                                               | 1992      |
| John Cornwell                                                | 1985      |
| Frank Cottrell Boyce                                         | 2012      |
| Jim Crace                                                    | 1999      |
| Kevin Crossley-Holland                                       | 1998      |
| Tony Curtis                                                  | 2000      |
| Rachel Cusk                                                  | 2012      |
| David Dabydeen                                               | 2000      |
| William Dalrymple FRGS FRAS                                  | 1995      |
| Richard Davenport-Hines FRHistS                              | 2003      |
| Andrew Davies                                                | 1996      |
| Norman Davies CMG FBA FRHistS                                | 2013      |
| Paul Davies                                                  | 1999      |
| Stevie Davies                                                | 1998      |
| Dick Davis                                                   | 1981      |
| Richard Dawkins FRS                                          | 1997      |
| Louis de Bernières                                           | 2006      |
| Alain de Botton                                              | 2011      |
| *Tim Dee                                                     | 2017      |
| Anita Desai, Benson Medallist                                | 1978      |
| Imtiaz Dharker                                               | 2010      |
| Peter Dickinson OBE                                          | 1999      |
| David Dilks FRHistS                                          | 1986      |
| Jenny Diski                                                  | 1999      |
| Maura Dooley                                                 | 2006      |
| Robert Douglas-Fairhurst                                     | 2015      |
| Roddy Doyle                                                  | 2003      |
| Dame Margaret Drabble DBE                                    | 1973      |
| Dame Carol Ann Duffy DBE                                     | 1999      |
| Maureen Duffy FKC, Benson Medallist, Vice President          | 1985      |
| Ian Duhig                                                    | 2006      |
| Katherine Duncan-Jones                                       | 1991      |
| Helen Dunmore                                                | 1997      |
| Douglas Dunn OBE                                             | 1981      |
| Jane Dunn                                                    | 1999      |
| Nell Dunn                                                    | 2004      |
| Geoff Dyer                                                   | 2005      |
| David Edgar                                                  | 1985      |
| Helen Edmundson                                              | 2015      |
| Max Egremont (The Lord Egremont DL FSA)                      | 2001      |
| Menna Elfyn                                                  | 2015      |
| Anne Enright                                                 | 2010      |
| Sir Richard Evans FBA FRHistS FLSW                           | 1999      |
| Bernardine Evaristo MBE                                      | 2004      |
| Sir Richard Eyre CBE                                         | 2011      |
| Ruth Fainlight                                               | 2007      |
| Duncan Fallowell                                             | 2015      |
| Moris Farhi MBE                                              | 2001      |
| Paul Farley                                                  | 2012      |
| Sebastian Faulks CBE                                         | 1994      |
| Elaine Feinstein                                             | 1981      |
| James Fenton FSA                                             | 1983      |
| Adam Fergusson MEP                                           | 2009      |
| Maggie Fergusson MBE                                         | 2007      |
| The Hon William Fiennes                                      | 2009      |
| Orlando Figes                                                | 2003      |
| Anne Fine OBE                                                | 2003      |
| Tibor Fischer                                                | 2003      |
| Roy Fisher                                                   | 2005      |
| Richard Ford                                                 | 2012      |
| Aminatta Forna OBE                                           | 2012      |
| Margaret Forster                                             | 1974      |
| Richard Fortey FRS                                           | 2009      |
| Roy Foster FBA FRHistS                                       | 1992      |
| Adam Foulds                                                  | 2009      |
| Lady Antonia Fraser DBE                                      | 2003      |
| Robert Fraser                                                | 2007      |
| Michael Frayn C Lit                                          | 1969      |
| Maureen Freely                                               | 2011      |
| Athol Fugard                                                 | 1986      |
| John Fuller                                                  | 1980      |
| Jane Gardam OBE                                              | 2005      |
| *Anthony Gardner                                             | 2004      |
| Philip Gardner                                               | 1986      |
| Alan Garner OBE                                              | 2011      |
| Timothy Garton Ash CMG FRHistS                               | 2005      |
| Bamber Gascoigne                                             | 1976      |
| Jamila Gavin                                                 | 2015      |
| Maggie Gee OBE, Vice-President                               | 1994      |
| Adèle Geras                                                  | 2013      |
| Amitav Ghosh                                                 | 2009      |
| Sir David Gilmour Bt                                         | 1990      |
| Mark Girouard FSA Hon FRIBA                                  | 1994      |
| Lesley Glaister                                              | 1994      |
| The Hon Victoria Glendinning CBE, Vice-President             | 1982      |
| Julian Gloag                                                 | 1970      |
| Magdalen Goffin                                              | 1980      |
| Lyndall Gordon                                               | 2002      |
| Warwick Gould                                                | 1997      |
| Grey Gowrie (The Earl of Gowrie PC)                          | 2003      |
| Linda Grant                                                  | 2013      |
| A. C. Grayling                                               | 2006      |
| Peter Green                                                  | 1956      |
| Lavinia Greenlaw                                             | 2004      |
| John Gribbin                                                 | 1999      |
| Romesh Gunesekera                                            | 2004      |
| Abdulrazak Gurnah                                            | 2006      |
| Tessa Hadley                                                 | 2009      |
| John Haffenden FBA                                           | 1986      |
| The Lord Hague PC                                            | 2009      |
| John Halperin                                                | 1985      |
| Georgina Hammick                                             | 2001      |
| Christopher Hampton CBE                                      | 1976      |
| Barbara Hardy FBA                                            | 1997      |
| Sir David Hare                                               | 1985      |
| Claire Harman                                                | 2006      |
| Richard Harries (The Rt Rev The Lord Harries of Pentregarth) | 1996      |
| Alexandra Harris                                             | 2013      |
| Robert Harris                                                | 1996      |
| Sir Wilson Harris                                            | 2007      |
| Tony Harrison                                                | 1984      |
| David Harsent                                                | 1999      |
| Sir Ronald Harwood CBE, Vice-President                       | 1974      |
| Sir Max Hastings FRHistS                                     | 1996      |
| Lady Selina Hastings                                         | 1994      |
| Roy Hattersley (The Lord Hattersley PC)                      | 2003      |
| Cameron Hazlehurst FRHistS                                   | 1973      |
| Shirley Hazzard                                              | 1998      |
| Tim Heald                                                    | 2000      |
| *Drue Heinz Hon DBE                                          | 2002      |
| John Hemming CMG                                             | 2013      |
| Philip Hensher                                               | 1998      |
| W.N. Herbert                                                 | 2015      |
| Sir Geoffrey Hill                                            | 1972      |
| Rosemary Hill                                                | 2010      |
| Tobias Hill                                                  | 2011      |
| Bevis Hillier                                                | 1997      |
| Tim Hilton                                                   | 1993      |
| Barry Hines                                                  | 1977      |
| Henry Hitchings                                              | 2015      |
| Eva Hoffman                                                  | 2007      |
| Ursula Holden                                                | 2010      |
| Alan Hollinghurst                                            | 1995      |
| Richard Holmes OBE FBA                                       | 1975      |
| Sir Michael Holroyd CBE FRHistS C Lit, President Emeritus    | 1968      |
| Hugh Honour FBA                                              | 1972      |
| Christopher Hope                                             | 1990      |
| Nick Hornby                                                  | 1996      |
| Sir Alistair Horne CBE                                       | 1968      |
| Kathryn Hughes FRHistS                                       | 2006      |
| Shirley Hughes OBE                                           | 2000      |
| Lucy Hughes-Hallett                                          | 2010      |
| Emyr Humphreys                                               | 1995      |
| Roland Huntford                                              | 2001      |
| Aamer Hussein                                                | 2004      |
| Angela Huth                                                  | 1978      |
| Samuel Hynes                                                 | 1978      |
| Robert Irwin                                                 | 2001      |
| Kazuo Ishiguro OBE                                           | 1989      |
| Ian Jack                                                     | 2009      |
| Howard Jacobson                                              | 2012      |
| Clive James CBE AM                                           | 2010      |
| Kathleen Jamie                                               | 2009      |
| Deborah Jay                                                  | 2005      |
| Alan Jenkins                                                 | 2002      |
| Sir Simon Jenkins FSA                                        | 2003      |
| Liz Jensen                                                   | 2005      |
| Linton Kwesi Johnson                                         | 2013      |
| *Paula Johnson                                               | 2008      |
| Jennifer Johnston                                            | 2009      |
| Steve Jones FRS                                              | 2011      |
| Jenny Joseph                                                 | 1999      |
| Gabriel Josipovici FBA                                       | 1997      |
| Alan Judd                                                    | 1990      |
| Margaret Jull Costa                                          | 2013      |
| Jackie Kay MBE                                               | 2002      |
| Jonathan Keates FSA                                          | 1992      |
| Laurence Kelly                                               | 2003      |
| Linda Kelly                                                  | 2010      |
| Peter Kemp                                                   | 2015      |
| Thomas Keneally AO                                           | 1973      |
| A. L. Kennedy                                                | 1999      |
| *HRH The Duke of Kent KG                                     | 1978      |
| Mimi Khalvati                                                | 2009      |
| Thomas Kilroy                                                | 1972      |
| Matthew Kneale                                               | 2003      |
| Shiv K. Kumar                                                | 1978      |
| Hari Kunzru CBE                                              | 2014      |
| Hanif Kureishi CBE                                           | 2008      |
| Kwame Kwei-Armah OBE                                         | 2014      |
| David Kynaston                                               | 2010      |
| Nick Laird                                                   | 2013      |
| John Lanchester                                              | 2002      |
| Robin Lane Fox                                               | 1974      |
| Lee Langley                                                  | 1996      |
| James Lasdun                                                 | 2009      |
| Bryony Lavery                                                | 2002      |
| Zachary Leader                                               | 2007      |
| Dame Hermione Lee DBE FBA                                    | 1992      |
| Brendan Lehane                                               | 1999      |
| Mike Leigh OBE                                               | 2008      |
| Rebecca Lenkiewicz                                           | 2017      |
| Laurence Lerner                                              | 1984      |
| Andrea Levy                                                  | 2005      |
| Deborah Levy                                                 | 2017      |
| Paul Levy                                                    | 1980      |
| Gwyneth Lewis                                                | 1999      |
| Jeremy Lewis                                                 | 1992      |
| Dame Penelope Lively DBE                                     | 1985      |
| Samuel Lock                                                  | 2001      |
| David Lodge CBE                                              | 1976      |
| Michael Longley CBE                                          | 1988      |
| Roger Lonsdale FBA                                           | 1989      |
| Edward Lucie-Smith                                           | 1964      |
| Andrew Lycett                                                | 2010      |
| Richard Mabey                                                | 2011      |
| Fiona MacCarthy OBE                                          | 1997      |
| Geraldine McCaughrean                                        | 2009      |
| Ian McDonald AA                                              | 1970      |
| Ian McEwan CBE                                               | 1983      |
| Robert Macfarlane                                            | 2011      |
| Roger McGough CBE                                            | 2004      |
| Patrick McGrath                                              | 2002      |
| Ben Macintyre                                                | 2014      |
| Shena Mackay                                                 | 1999      |
| Denis Mack Smith CBE FBA                                     | 1977      |
| Rory MacLean                                                 | 2007      |
| Margaret MacMillan                                           | 2003      |
| Candia McWilliam                                             | 1994      |
| Brenda Maddox                                                | 1999      |
| Sir Noel Malcolm FBA                                         | 1997      |
| David Malouf                                                 | 2008      |
| Norman Manea                                                 | 2011      |
| Alberto Manguel                                              | 2010      |
| Philip Mansel                                                | 2010      |
| Dame Hilary Mantel DBE, Vice-President                       | 1990      |
| Patrick Marber                                               | 2002      |
| Patrick Marnham                                              | 1988      |
| Philip Marsden                                               | 1996      |
| Rosalind Marshall                                            | 1974      |
| Adam Mars-Jones                                              | 2007      |
| Yann Martel                                                  | 2014      |
| Allan Massie CBE                                             | 1982      |
| Hishan Matar                                                 | 2012      |
| Douglas Matthews MBE FCLIP, Benson Medallist                 | 1998      |
| Glyn Maxwell                                                 | 1999      |
| Derwent May                                                  | 1996      |
| Ved Mehta                                                    | 2009      |
| Edward Mendelson                                             | 2003      |
| Jeffrey Meyers                                               | 1983      |
| Mary Midgley                                                 | 2007      |
| China Miéville                                               | 2015      |
| Andrew Miller                                                | 2012      |
| Michael Millgate FRSC                                        | 1983      |
| Pankaj Mishra                                                | 2008      |
| Rohinton Mistry                                              | 2009      |
| David Mitchell                                               | 2013      |
| Julian Mitchell FSA                                          | 1985      |
| Deborah Moggach                                              | 1999      |
| Ray Monk                                                     | 2015      |
| Caroline Moorehead OBE                                       | 1993      |
| Michael Morpurgo OBE                                         | 2004      |
| Jan Morris CBE                                               | 1961      |
| Blake Morrison                                               | 1988      |
| Nicholas Mosley (The Lord Ravensdale MC)                     | 1980      |
| Sir Andrew Motion                                            | 1984      |
| Sir Ferdinand Mount Bt                                       | 1991      |
| Paul Muldoon                                                 | 1981      |
| Alice Munro C Lit                                            | 2002      |
| Dervla Murphy                                                | 2013      |
| Richard Murphy                                               | 1968      |
| Daljit Nagra                                                 | 2017      |
| V. S. Naipaul (Sir Vidia Naipaul C Lit)                      | 1962      |
| Venetia Newall FSA FRGS                                      | 1980      |
| Charles Nicholl                                              | 2005      |
| Grace Nichols                                                | 2007      |
| Peter Nichols                                                | 1983      |
| William Nicholson                                            | 1999      |
| Adam Nicolson (The Lord Carnock FSA)                         | 2005      |
| The Hon Gerard Noel                                          | 1999      |
| John Julius Norwich (The Viscount Norwich CVO FSA)           | 1970      |
| Robert Nye                                                   | 1977      |
| Edna O'Brien                                                 | 2011      |
| Sean O'Brien                                                 | 2007      |
| Bernard O'Donoghue                                           | 1999      |
| Julia O'Faolain                                              | 1998      |
| Andrew O'Hagan                                               | 2010      |
| Redmond O'Hanlon                                             | 1993      |
| Ben Okri OBE                                                 | 1997      |
| *Sir Christopher Ondaatje OC CBE                             | 2003      |
| Michael Ondaatje OC                                          | 2012      |
| Charles Osborne                                              | 1996      |
| Helen Oyeyemi                                                | 2012      |
| Ruth Padel                                                   | 1998      |
| Alan Palmer                                                  | 1980      |
| Peter Parker                                                 | 1997      |
| Don Paterson OBE                                             | 2004      |
| Jill Paton Walsh CBE                                         | 1996      |
| Brian Patten                                                 | 2003      |
| Tim Pears                                                    | 2012      |
| Humphrey Phelps                                              | 1977      |
| Adam Phillips                                                | 2012      |
| Caryl Phillips                                               | 2000      |
| Mike Phillips OBE                                            | 2000      |
| David Plante                                                 | 2002      |
| Piers Plowright                                              | 1998      |
| Stephen Poliakoff CBE                                        | 1985      |
| David Pownall                                                | 1976      |
| (Baron) David Profumo                                        | 1995      |
| David Pryce-Jones                                            | 1980      |
| Philip Pullman CBE, Vice-President                           | 2001      |
| Isabel Quigly                                                | 1989      |
| Craig Raine                                                  | 1984      |
| Ian Rankin OBE, DL, FRSE                                     | 2016      |
| Nicholas Rankin                                              | 2009      |
| Frederic Raphael                                             | 1964      |
| Piers Paul Read                                              | 1972      |
| Anne Redmon                                                  | 1980      |
| Christopher Reid                                             | 1999      |
| Sir Christopher Ricks FBA                                    | 1970      |
| Professor The Hon Jane Ridley                                | 2007      |
| The Viscount Ridley DL FMedSci                               | 1999      |
| William Rivière                                              | 2000      |
| Graham Robb                                                  | 1999      |
| Andrew Roberts FRSA                                          | 2001      |
| Michèle Roberts                                              | 1999      |
| Robin Robertson                                              | 2010      |
| Jane Rogers                                                  | 1994      |
| Stephen Romer                                                | 2011      |
| Michael Rosen                                                | 2006      |
| Meg Rosoff                                                   | 2013      |
| Jacob Ross                                                   | 2006      |
| J. K. Rowling OBE                                            | 2002      |
| Anthony Rudolf FEA                                           | 2005      |
| Carol Rumens                                                 | 1984      |
| Sir Salman Rushdie                                           | 1983      |
| Lawrence Sail                                                | 1998      |
| Edward St Aubyn                                              | 2011      |
| The Hon Giles St Aubyn LVO                                   | 1964      |
| William St Clair FBA                                         | 1973      |
| Fiona Sampson MBE                                            | 2010      |
| J. J. Scarisbrick MBE FRHistS                                | 1969      |
| Ann Schlee                                                   | 1997      |
| Michael Schmidt OBE                                          | 1993      |
| *Patricia Schute                                             | 1991      |
| The Rev Professor M.A. Screech FBA                           | 1989      |
| Roger Scruton FBA                                            | 2003      |
| Peter Scupham                                                | 1990      |
| Simon Sebag-Montefiore                                       | 2003      |
| Elisa Segrave                                                | 2001      |
| Richard Sennett                                              | 1999      |
| Vikram Seth CBE                                              | 1994      |
| Miranda Seymour FRSA                                         | 1996      |
| Sir Peter Shaffer CBE                                        | 1978      |
| Nicholas Shakespeare                                         | 1999      |
| Kamila Shamsie                                               | 2011      |
| Jo Shapcott                                                  | 1999      |
| Norman Sherry                                                | 1985      |
| Elaine Showalter                                             | 2011      |
| Posy Simmonds MBE                                            | 2004      |
| Helen Simpson                                                | 1996      |
| Andrew Sinclair FRSA                                         | 1972      |
| Clive Sinclair                                               | 1983      |
| Iain Sinclair                                                | 2009      |
| Adam Sisman                                                  | 2015      |
| Robert Skidelsky (The Lord Skidelsky of Tilton FBA FRHistS)  | 1978      |
| Gillian Slovo                                                | 2013      |
| Ali Smith CBE                                                | 2007      |
| Godfrey Smith                                                | 1995      |
| *John Saumarez Smith, Benson Medallist                       | 1996      |
| Zadie Smith                                                  | 2002      |
| Stephen Sondheim                                             | 2012      |
| Ahdaf Soueif                                                 | 2002      |
| *Wole Soyinka, Benson Medallist                              | 1983      |
| Frances Spalding CBE                                         | 1984      |
| Francis Spufford                                             | 2007      |
| Hilary Spurling CBE                                          | 2005      |
| John Spurling                                                | 2010      |
| Tom Stacey                                                   | 1977      |
| Martin Stannard                                              | 1999      |
| C. K. Stead ONZ CBE                                          | 1995      |
| George Steiner FBA                                           | 1962      |
| Rory Stewart OBE MP                                          | 2009      |
| Stanley Stewart                                              | 2001      |
| Sir Tom Stoppard OM CBE C Lit                                | 1972      |
| Sir Roy Strong FSA                                           | 1999      |
| Kate Summerscale                                             | 2010      |
| *David Sutton, Benson Medallist                              | 2012      |
| Virginia Surtees                                             | 1978      |
| John Sutherland                                              | 1990      |
| Graham Swift                                                 | 1984      |
| Meera Syal CBE                                               | 2017      |
| George Szirtes                                               | 1982      |
| D. J. Taylor                                                 | 1997      |
| Emma Tennant (The Hon Mrs Timothy Owens)                     | 1982      |
| Hugh Thomas (The Lord Thomas of Swynnerton FRHistS)          | 1997      |
| Ian Thomson                                                  | 2003      |
| Rupert Thomson                                               | 2015      |
| Colin Thubron CBE, President                                 | 1969      |
| Ann Thwaite                                                  | 1987      |
| Anthony Thwaite OBE FSA                                      | 1978      |
| Gillian Tindall                                              | 1983      |
| Colm Tóibín                                                  | 2007      |
| Arnold Trevor Tolley                                         | 1998      |
| (Count) Nikolai Tolstoy                                      | 1979      |
| Claire Tomalin, Vice-President                               | 1976      |
| Barbara Trapido                                              | 2011      |
| Jeremy Treglown                                              | 1989      |
| Rose Tremain CBE                                             | 1983      |
| William Trevor C Lit Hon KBE                                 | 1976      |
| Lynne Truss                                                  | 2004      |
| Eva Tucker                                                   | 2009      |
| Jenny Uglow CBE FSA, Benson Medallist                        | 1998      |
| *HRH The Prince of Wales KG OM                               | 2002      |
| James Walvin OBE                                             | 2006      |
| Dame Marina Warner FBA                                       | 1984      |
| Val Warner                                                   | 1998      |
| Sarah Waters                                                 | 2009      |
| Daniel Weissbort                                             | 2008      |
| Fay Weldon CBE                                               | 1986      |
| Robert Wells                                                 | 1994      |
| Stanley Wells CBE                                            | 2013      |
| Timberlake Wertenbaker                                       | 1999      |
| Sir Arnold Wesker                                            | 1985      |
| Sara Wheeler                                                 | 1999      |
| Hugh Whitemore                                               | 1998      |
| Helen Wilcox FRSA FEA                                        | 1999      |
| Hugo Williams                                                | 1988      |
| Nigel Williams                                               | 1994      |
| The Rt Revd The Lord Williams of Oystermouth PC FBA FLSW     | 2003      |
| A. N. Wilson                                                 | 1982      |
| *Mary-Kay Wilmers, Benson Medallist                          | 2017      |
| Frances Wilson                                               | 2008      |
| Dame Jacqueline Wilson DBE                                   | 2005      |
| Lewis Wolpert CBE FRS FMEdSci                                | 1999      |
| Charles Wood                                                 | 1985      |
| James Wood                                                   | 2011      |
| Michael Wood                                                 | 1992      |
| Gerard Woodward                                              | 2005      |
| Pamela Woof                                                  | 1999      |
| Kit Wright                                                   | 1997      |
| Ann Wroe FRHistS                                             | 2007      |
| Francis Wyndham                                              | 1999      |
| Adam Zamoyski FSA                                            | 2006      |
| Theodore Zeldin CBE FBA FRHistS                              | 1999      |
| Philip Ziegler CVO FRHistS                                   | 1972      |

- före namnet indikerar en hedersmedlem. Den aktuella listan finns på RSL:s hemsida.[3]